# 1316
سنة 1316 كانت سنة كبيسة تبدأ يوم الخميس (الرابط يظهر نموذج التقويم الكامل للسنة) من التقويم اليولياني.

## مواليد
- ابن عرفة
- تشوي يونغ
- كارل الرابع
- كونستانس من بينافيل

## وفيات
- محمد أولجايتو
- نجم الدين الطوفي
- هنري دي موندفيل